# Miesierka
Miesierka, miesiarka (Megachile) – rodzaj owadów z rodziny miesierkowatych (Megachilidae) z rzędu błonkoskrzydłych. W Polsce reprezentowany przez ok. 20 gatunków. Największe osiągają prawie 2 cm, ale większość ma około 1 cm. Samice zbierają pyłek kwiatowy na szczoteczkę brzuszną na spodzie odwłoka, przy okazji zapylając wiele roślin, w tym wiele motylkowych, zwłaszcza komonicę.
U tego rodzaju na przednich skrzydłach występują dwie komórki kubitalne, mniej więcej jednakowej wielkości. Golenie i pierwszy człon tylnych stóp są pokryte krótkimi  włoskami. Między pazurkami brak poduszeczek. Część twarzowa płaska (bez wyrostka). Żuwaczki mocne, zwykle czterozębne. Odwłok spłaszczony grzbieto-brzusznie. Całe ciało zwykle gęsto pokryte włoskami w kolorze czarnym z partiami w kolorze żółtym lub białym.

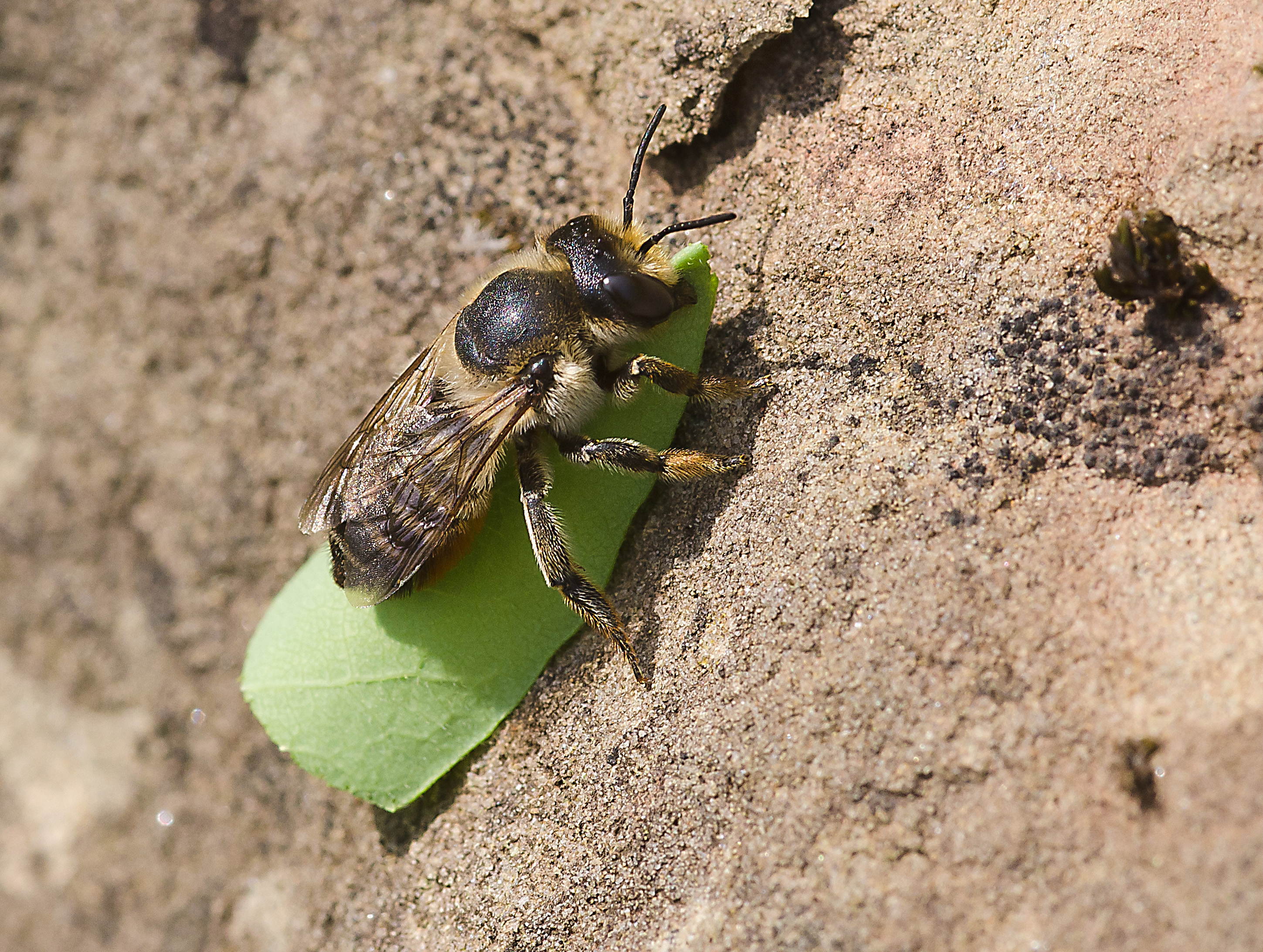
Samica miesierki z odciętym kawałkiem liścia, który zostanie użyty przy budowie gniazda.

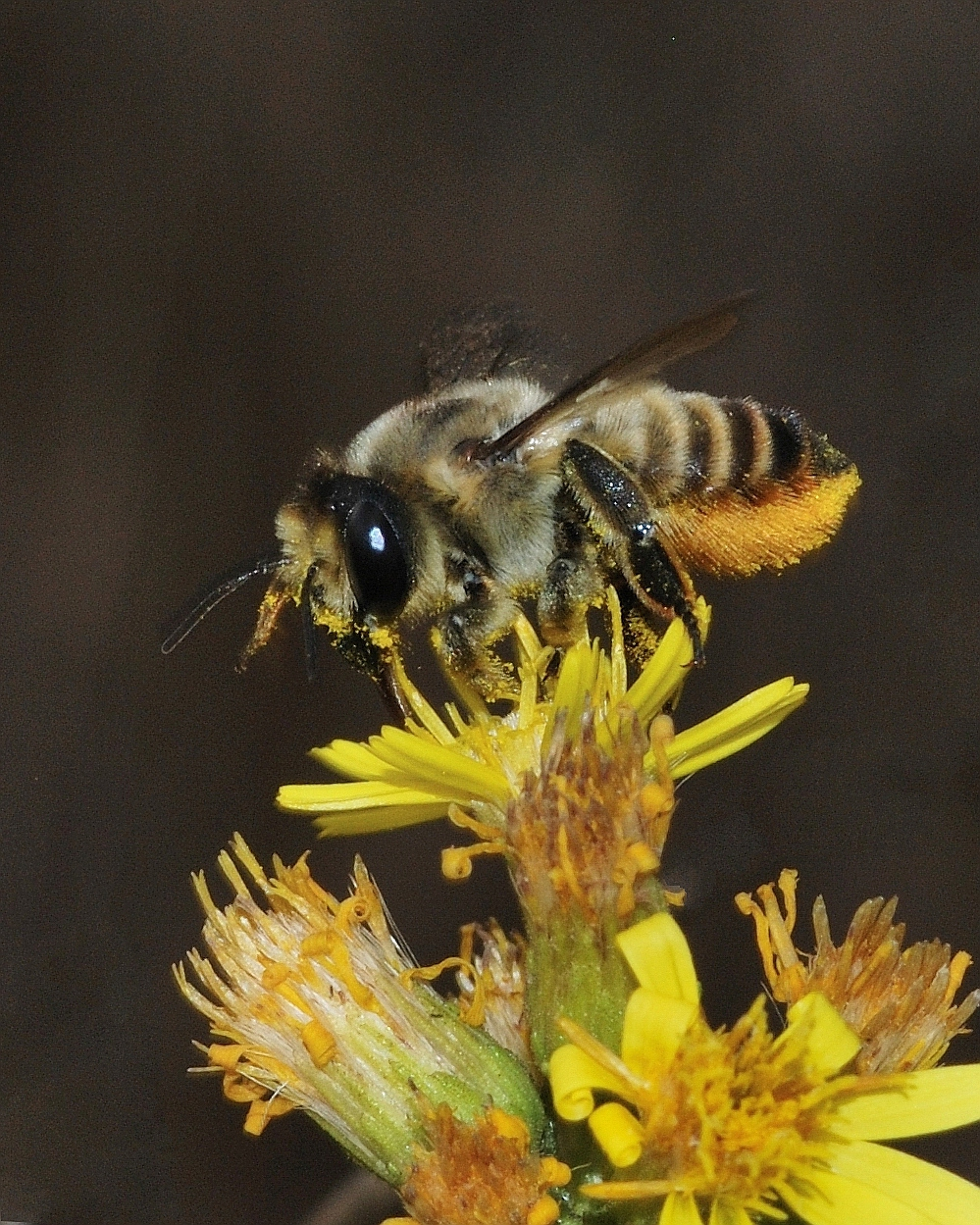
Samica miesierki z widoczną szczoteczką brzuszną do zbierania pyłku

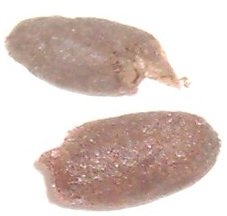
Opuszczone kokony miesierki

Samice większości polskich gatunków z przyciętych liści (np. brzozy) przygotowują misterne tutki, do których składają  jaja i materiały zapasowe (pyłek i nektar). Całość przymykają okrągłym zamknięciem z liścia. W momencie przygotowywania tutek najłatwiej je zauważyć (czerwiec) – wyglądają jakby frunęły na latawcu z liścia. Tutki budują i ukrywają w szczelinach, w ziemi, w drewnie – w korytarzach wygryzionych przez larwy innych owadów, między zmurszałym drewnem a ziemią, w inspektach i skrzynkach balkonowych na kwiaty oraz w pustych łodygach roślin. Część gatunków zamiast liści używa do budowy gniazda innych materiałów, np. żywicy. Larwy jesienią  budują brunatne kokony, w których zimują. W kolejnym roku przepoczwarczają się i opuszczają gniazda.

## Podział systematyczny
Do rodzaju należą następujące gatunki:

- Megachile abacula(inne języki) Cresson, 1878
- Megachile abdominalis(inne języki) Smith, 1853
- Megachile abessinica(inne języki) Friese, 1915
- Megachile abluta(inne języki) Cockerell, 1911
- Megachile abnegata Cockerell, 1931
- Megachile abnegatula(inne języki) Cockerell, 1937
- Megachile abnormis(inne języki) Mitchell, 1930
- Megachile abongana(inne języki) Strand, 1911
- Megachile accraensis(inne języki) Friese, 1903
- Megachile acculta(inne języki) Cockerell, 1931
- Megachile acerba(inne języki) Mitchell, 1930
- Megachile acris(inne języki) Mitchell, 1930
- Megachile aculeata(inne języki) Vachal, 1910
- Megachile acutiventris(inne języki) Friese, 1903
- Megachile addenda(inne języki) Cresson, 1878
- Megachile addita(inne języki) Pasteels, 1965
- Megachile adelaidae(inne języki) Cockerell, 1910
- Megachile adeloptera Schletterer, 1891
- Megachile adelphodonta Cockerell, 1924
- Megachile adempta Cockerell, 1931
- Megachile admixta Cockerell, 1931
- Megachile aduaensis Friese, 1909
- Megachile adusta  (King, 1994)
- Megachile adusta Walker, 1871
- Megachile aeola Cameron, 1902
- Megachile aetheria Mitchell, 1930
- Megachile aethiops Smith, 1853
- Megachile affabilis Mitchell, 1930
- Megachile afra Pasteels, 1965
- Megachile agilis Smith, 1879
- Megachile agnosta Engel, 2017
- Megachile agustini Cockerell, 1905
- Megachile ainu Hirashima & Maeta, 1974
- Megachile akamiella Pasteels, 1965
- Megachile alani Cockerell, 1929
- Megachile alata Mitchell, 1933
- Megachile albicaudella Pasteels, 1965
- Megachile albidula Alfken, 1931
- Megachile albifrons Smith, 1853
- Megachile albipila Pérez, 1895
- Megachile albiscopa Saussure, 1890
- Megachile albisecta (Klug, 1817)
- Megachile albispinis Vachal, 1908
- Megachile albitarsis Cresson, 1872
- Megachile albobarbata Cockerell, 1915
- Megachile albobasalis Smith, 1879
- Megachile albocristata Smith, 1853
- Megachile albohirsuta Pasteels, 1965
- Megachile albohirta (Brullé, 1839)
- Megachile albolineata Cameron, 1897
- Megachile albomarginata Smith, 1879
- Megachile albonigra Pasteels, 1973
- Megachile albonotata Radoszkowski, 1886
- Megachile albopicta Smith, 1853
- Megachile albopilosa Friese, 1916
- Megachile alboplumula Wu, 2005
- Megachile alborufa Friese, 1911
- Megachile alboscopacea Friese, 1903
- Megachile alleni Mitchell, 1927
- Megachile alleynae Rayment, 1935
- Megachile alopecura Cockerell, 1923
- Megachile alpicola Alfken, 1924 – miesierka rdzawostopka
- Megachile alpigena Friese, 1925
- Megachile alta Mitchell, 1930
- Megachile altera Vachal, 1903
- Megachile alternans Friese, 1922
- Megachile alucaba (Snelling, 1990)
- Megachile amabilis Cockerell, 1933
- Megachile ambigua (Pasteels, 1965)
- Megachile amboinensis Friese, 1909
- Megachile amica Cresson, 1872
- Megachile amoena (Pasteels, 1965)
- Megachile amparo Gonzalez, 2006
- Megachile amputata Smith, 1858
- Megachile amstela Cameron, 1902
- Megachile analis Nylander, 1852
- Megachile anatolica Rebmann, 1968
- Megachile andromorpha Schrottky, 1913
- Megachile angelarum Cockerell, 1902
- Megachile angonica Cockerell, 1937
- Megachile angularis Mitchell, 1930
- Megachile angulata Smith, 1853
- Megachile angusta Mitchell, 1930
- Megachile angustistrigata Alfken, 1924
- Megachile animosa Cockerell, 1931
- Megachile anisitsiana Strand, 1910
- Megachile annae Friese, 1909
- Megachile anograe Cockerell, 1908
- Megachile anomomaculata (Pasteels, 1965)
- Megachile anthophila Strand, 1913
- Megachile anthracina Smith, 1853
- Megachile antinorii Gribodo, 1879
- Megachile antiqua Mitchell, 1930
- Megachile antisanellae Cameron, 1903
- Megachile apennina Benoist, 1940
- Megachile apicalis Spinola, 1808
- Megachile apicata Smith, 1853
- Megachile apicipennis Schrottky, 1902
- Megachile apoicola (Engel, 2011)
- Megachile apora Krombein, 1953
- Megachile apostolica Cockerell, 1937
- Megachile apposita Rayment, 1939
- Megachile arabica Friese, 1901
- Megachile arachosiana Gonzalez, Engel & Hinojosa-Díaz, 2010
- Megachile architecta Smith, 1858
- Megachile arcigera Pérez, 1895
- Megachile arctos Vachal, 1904
- Megachile arcuata Cockerell, 1919
- Megachile arcus Mitchell, 1930
- Megachile ardens Smith, 1879
- Megachile ardua Mitchell, 1930
- Megachile arechavaletae Schrottky, 1913
- Megachile arequipensis (Janvier, 1955)
- Megachile argentina Friese, 1906
- Megachile aricensis Friese, 1904
- Megachile armaticeps Cresson, 1869
- Megachile armenia Tkalcu, 1992
- Megachile arnaui Moure, 1948
- Megachile arnoldiella (Pasteels, 1965)
- Megachile asahinai Yasumatsu, 1955
- Megachile assumptionis Schrottky, 1908
- Megachile astragali Mitchell, 1938
- Megachile astridella Pasteels, 1965
- Megachile asuncicola Strand, 1910
- Megachile asymmetrica (Snelling, 1990)
- Megachile atahualpa Schrottky, 1913
- Megachile ater Mitchell, 1930
- Megachile aterrima Smith, 1862
- Megachile atlantica Benoist, 1934
- Megachile atopognatha Cockerell, 1933
- Megachile atrata Smith, 1853
- Megachile atratiformis Meade-Waldo, 1914
- Megachile atrella Cockerell, 1906
- Megachile atricoma Vachal, 1908
- Megachile atripes Friese, 1904
- Megachile atritarsis Strand, 1910
- Megachile atroalbida Pasteels, 1965
- Megachile atrocastanea (Alfken, 1932)
- Megachile attenuata Vachal, 1909
- Megachile aurantiaca Friese, 1905
- Megachile aurantipennis Cockerell, 1912
- Megachile aurata Mitchell, 1930
- Megachile aurea Mitchell, 1930
- Megachile aureiventris Schrottky, 1902
- Megachile aureocincta Cockerell, 1927
- Megachile auriculata (Gupta, 1990)
- Megachile aurifacies Pasteels, 1985
- Megachile aurifera Cockerell, 1935
- Megachile aurifrons Smith, 1853
- Megachile aurijubis Vachal, 1908
- Megachile aurilabris Pasteels, 1965
- Megachile auripubens Rebmann, 1970
- Megachile aurivillii Friese, 1901
- Megachile aurorea Friese, 1917
- Megachile austeni Cockerell, 1906
- Megachile australasiae Dalla Torre, 1896
- Megachile australis Lucas, 1876
- Megachile axillaris Meade-Waldo, 1915
- Megachile axyx (Snelling, 1990)
- Megachile azarica Cockerell, 1945
- Megachile azteca Cresson, 1878
- Megachile babylonica Rebmann, 1970
- Megachile badia Bingham, 1890
- Megachile baeri Vachal, 1904
- Megachile baetica (Gerstäcker, 1869)
- Megachile bahamensis Mitchell, 1927
- Megachile bakeri Cockerell, 1918
- Megachile bangana Cockerell, 1931
- Megachile banksi Mitchell, 1930
- Megachile barbata Smith, 1853
- Megachile barbatula Smith, 1879
- Megachile barbiellinii Moure, 1944
- Megachile barkeri Cockerell, 1920
- Megachile barvonensis Cockerell, 1914
- Megachile basalis Smith, 1853
- Megachile basilaris Morawitz, 1875
- Megachile basirubella Pasteels, 1973
- Megachile batangensis Cockerell, 1927
- Megachile batchelori Cockerell, 1929
- Megachile battorensis Meade-Waldo, 1912
- Megachile bella Mitchell, 1930
- Megachile bellula Bingham, 1897
- Megachile benigna Mitchell, 1930
- Megachile bentoni Cockerell, 1919
- Megachile bernardinensis Strand, 1910
- Megachile bertonii Schrottky, 1908
- Megachile beutenmulleri Cockerell, 1907
- Megachile bharatpurensis Virendra-Kumar, 1990
- Megachile bhavanae Bingham, 1897
- Megachile bicanaliculata Cameron, 1901
- Megachile bicarinis Vachal, 1909
- Megachile bicolor (Fabricius, 1781)
- Megachile bicornis (King, 1994)
- Megachile bicornuta Friese, 1903
- Megachile bidentata (Fabricius, 1775)
- Megachile bidentis Cockerell, 1896
- Megachile bigibbosa Friese, 1908
- Megachile bigibbosa Friese, 1905
- Megachile biloba Vachal, 1910
- Megachile bilobata Friese, 1915
- Megachile binghami Meade-Waldo, 1912
- Megachile binominata Smith, 1853
- Megachile binota Vachal, 1908
- Megachile binotulata Dalla Torre, 1896
- Megachile bioculata Pérez, 1902
- Megachile bipartita Smith, 1879
- Megachile biroi Friese, 1903
- Megachile biseta Vachal, 1903
- Megachile bisinua Vachal, 1908
- Megachile bispinosa Friese, 1921
- Megachile bituberculata Ritsema, 1880
- Megachile blanda Mitchell, 1930
- Megachile blepharis Dorchin & Praz, 2018
- Megachile boharti Mitchell, 1942
- Megachile boliviensis Friese, 1917
- Megachile bombycina Radoszkowski, 1874
- Megachile bomplandensis Durante, 1996
- Megachile borneana Cameron, 1903
- Megachile botanicarum Cockerell, 1923
- Megachile botucatuna Schrottky, 1913
- Megachile bougainvillei Cockerell, 1911
- Megachile brachysoma Cockerell, 1924
- Megachile bradley Mitchell, 1933
- Megachile brasiliensis Dalla Torre, 1896
- Megachile bredoi Cockerell, 1935
- Megachile brethesi Schrottky, 1909
- Megachile breviata Vachal, 1908
- Megachile breviceps Friese, 1898
- Megachile brevis Say, 1837
- Megachile breviuscula Smith, 1879
- Megachile bridarollii Moure, 1947
- Megachile brimleyi Mitchell, 1926
- Megachile brochidens Vachal, 1903
- Megachile brooksi Pauly, 2001
- Megachile browni Mitchell, 1933
- Megachile bruchi Schrottky, 1909
- Megachile bruneri Mitchell, 1933
- Megachile bruneriella Cockerell, 1917
- Megachile brunissima (Pasteels, 1965)
- Megachile bucephala (Fabricius, 1793)
- Megachile buchwaldi Mitchell, 1943
- Megachile buddhae Dalla Torre, 1896
- Megachile buehleri Schrottky, 1909
- Megachile bukamensis Cockerell, 1935
- Megachile burdigalensis Benoist, 1940
- Megachile burmeisteri Friese, 1908
- Megachile burungana Cockerell, 1931
- Megachile butonensis Friese, 1909
- Megachile butteli Friese, 1918
- Megachile calida Smith, 1879
- Megachile callensis Ferton, 1914
- Megachile calloleuca Cockerell, 1931
- Megachile callura (Cockerell, 1914)
- Megachile campanulae (Robertson, 1903)
- Megachile canariensis Pérez, 1902
- Megachile canastra Melo & Parizotto, 2015
- Megachile candanga Raw, 2006
- Megachile candentula Cockerell, 1915
- Megachile candida Smith, 1879
- Megachile canescens (Brullé, 1840)
- Megachile canifrons Smith, 1853
- Megachile capitata Smith, 1853
- Megachile captionis Cockerell, 1914
- Megachile carbonaria Smith, 1853
- Megachile caricina Cockerell, 1907
- Megachile carinata Radoszkowski, 1893
- Megachile carinifrons Alfken, 1926
- Megachile caroli Meade-Waldo, 1912
- Megachile cartagenensis Mitchell, 1930
- Megachile carteri Cockerell, 1929
- Megachile casadae Cockerell, 1898
- Megachile castaneipes Friese, 1909
- Megachile catamarcensis Schrottky, 1908
- Megachile centuncularis (Linnaeus, 1758) – miesierka różówka
- Megachile cephalotes Smith, 1853
- Megachile ceratops Engel, 2017
- Megachile cestifera Benoist, 1955
- Megachile cetera Cockerell, 1912
- Megachile chamacoco Schrottky, 1913
- Megachile cheesmanae (Michener, 1965)
- Megachile chelostomoides Gribodo, 1894
- Megachile chiangmaiensis Chatthanabun & Warrit, 2020
- Megachile chichimeca Cresson, 1878
- Megachile chilopsidis Cockerell, 1900
- Megachile chinensis Radoszkowski, 1874
- Megachile chlorura Cockerell, 1918
- Megachile chomskyi Sheffield, 2013
- Megachile chrysognatha Cockerell, 1943
- Megachile chrysophila Cockerell, 1896
- Megachile chrysopogon Vachal, 1910
- Megachile chrysopyga Smith, 1853
- Megachile chrysopygopsis Cockerell, 1929
- Megachile chrysorrhoea Gerstäcker, 1858
- Megachile chubutana Schrottky, 1908
- Megachile chyzeri Friese, 1909
- Megachile ciliatipes Cockerell, 1921
- Megachile cinctiventris Friese, 1916
- Megachile cincturata Cockerell, 1912
- Megachile cinerea Friese, 1905
- Megachile cingulata Friese, 1903
- Megachile cinnamomea Alfken, 1926
- Megachile circumcincta (Kirby, 1802)
- Megachile clara Mitchell, 1930
- Megachile clariceps Friese, 1917
- Megachile cleomis Cockerell, 1900
- Megachile cliffordi Rayment, 1953
- Megachile clio Friese, 1903
- Megachile clotho Smith, 1861
- Megachile clypeata Smith, 1853
- Megachile clypeosinuata Pasteels, 1985
- Megachile cochisiana Mitchell, 1933
- Megachile cockerelli Rohwer, 1923
- Megachile coelioxoides Cresson, 1878
- Megachile coelioxysides Bingham, 1898
- Megachile cognata Smith, 1853
- Megachile cognatiforme (Pasteels, 1970)
- Megachile collaris Friese, 1908
- Megachile colombiana Mitchell, 1930
- Megachile coloradensis Mitchell, 1936
- Megachile colorata Fox, 1896
- Megachile comata Cresson, 1872
- Megachile combinata (Pasteels, 1965)
- Megachile commixta (Pasteels, 1970)
- Megachile communis Morawitz, 1875
- Megachile compacta Smith, 1879
- Megachile compta Vachal, 1908
- Megachile conaminis Cockerell, 1926
- Megachile concava Mitchell, 1930
- Megachile concinna Smith, 1879
- Megachile concolor Friese, 1903
- Megachile conferta Mitchell, 1930
- Megachile confluens Pérez, 1902
- Megachile confluenta Cameron, 1907
- Megachile congruata Mitchell, 1943
- Megachile conica Spinola, 1841
- Megachile coniformis Friese, 1922
- Megachile conjugalis Mitchell, 1930
- Megachile conjuncta Smith, 1853
- Megachile conjunctiformis Yasumatsu, 1938
- Megachile conradsi Friese, 1911
- Megachile constructrix Smith, 1879
- Megachile contempta Mitchell, 1930
- Megachile continua Mitchell, 1930
- Megachile coquilletti Cockerell, 1915
- Megachile coquimbensis Ruiz, 1938
- Megachile cordata Smith, 1879
- Megachile cordovensis Mitchell, 1930
- Megachile corduvensis Schrottky, 1909
- Megachile cornigera Friese, 1904
- Megachile costaricensis Friese, 1917
- Megachile crabipedes Wu, 2005
- Megachile cradockensis Friese, 1909
- Megachile crandalli Mitchell, 1957
- Megachile crassepunctata Yasumatsu  & Hirashima, 1965
- Megachile crassipes Smith, 1879
- Megachile crassitarsis Cockerell, 1931
- Megachile crassula Pérez, 1895
- Megachile crenulata Fox, 1896
- Megachile cressa (Tkalcu, 1988)
- Megachile creusa Bingham, 1898
- Megachile creutzburgi (Tkalcu, 1988)
- Megachile croceipennis Friese, 1917
- Megachile crotalariae (Schwimmer, 1980)
- Megachile cruziana Mitchell, 1930
- Megachile ctenophora Holmberg, 1886
- Megachile cubiceps Friese, 1906
- Megachile cupreohirta Cockerell, 1933
- Megachile curta Cresson, 1865
- Megachile curtipilis Vachal, 1909
- Megachile curtula Gerstäcker, 1858
- Megachile curtuloides Pasteels, 1973
- Megachile curvipes Smith, 1853
- Megachile cyanescens Friese, 1904
- Megachile cyanipennis Guérin-Méneville, 1844
- Megachile cygnorum Cockerell, 1906
- Megachile cylindrica Friese, 1906
- Megachile cypricola Mavromoustakis, 1938
- Megachile dacica Mocsáry, 1879
- Megachile dakotensis Mitchell, 1926
- Megachile dalmeidai Moure, 1944
- Megachile dampieri Cockerell, 1907
- Megachile danunciae Melo & Parizotto, 2015
- Megachile dariensis Pasteels, 1965
- Megachile darwiniana Cockerell, 1906
- Megachile davaonensis Cockerell, 1918
- Megachile davidsoni Cockerell, 1902
- Megachile davisi Mitchell, 1930
- Megachile dawensis (Pasteels, 1965)
- Megachile deanii Rayment, 1935
- Megachile decemsignata Radoszkowski, 1881
- Megachile deceptoria Pérez, 1890
- Megachile deceptrix Smith, 1879
- Megachile deflexa Cresson, 1878
- Megachile delectus Mitchell, 1930
- Megachile delphinensis Benoist, 1962
- Megachile demeter Cockerell, 1937
- Megachile densa Mitchell, 1930
- Megachile denticulata Reiche & Fairmaire, 1847
- Megachile dentitarsus Sladen, 1919
- Megachile derelicta Cockerell, 1913
- Megachile derelictula Cockerell, 1937
- Megachile desertorum Morawitz, 1875
- Megachile detersa Cockerell, 1910
- Megachile devadatta Cockerell, 1907
- Megachile devexa Vachal, 1903
- Megachile diabolica Friese, 1898
- Megachile diamontana Melo & Parizotto, 2015
- Megachile diasi Raw, 2006
- Megachile difficilis Morawitz, 1875
- Megachile digiticauda Cockerell, 1937
- Megachile digna Mitchell, 1930
- Megachile diligens Smith, 1879
- Megachile dimidiata Smith, 1853
- Megachile dinognatha Cockerell, 1929
- Megachile dinura Cockerell, 1911
- Megachile diodontura Cockerell, 1922
- Megachile discolor Smith, 1853
- Megachile discorhina Cockerell, 1924
- Megachile discriminata Rebmann, 1968
- Megachile disjuncta (Fabricius, 1781)
- Megachile disjunctiformis Cockerell, 1911
- Megachile disputabilis Krombein, 1951
- Megachile distinguenda Ruiz, 1940
- Megachile diversa Mitchell, 1930
- Megachile doanei Cockerell, 1908
- Megachile doddiana Cockerell, 1906
- Megachile dohrandti Morawitz, 1880
- Megachile doleschalli Cockerell, 1907
- Megachile dolichognatha Cockerell, 1931
- Megachile dolichosoma Benoist, 1962
- Megachile dolichotricha Cockerell, 1927
- Megachile dolosa Alfken, 1936
- Megachile donata Mitchell, 1930
- Megachile donbakeri (Gonzalez & Engel, 2012)
- Megachile doriae Magretti, 1890
- Megachile dorsata Smith, 1853
- Megachile droegei Sheffield and Genaro, 2013
- Megachile duala Strand, 1914
- Megachile dubiosa Friese, 1909
- Megachile duboulaii (Smith, 1865)
- Megachile dulciana Mitchell, 1933
- Megachile dupla Ritsema, 1880
- Megachile durantae Gonzalez, Griswold & Engel, 2018
- Megachile ebenea (King, 1994)
- Megachile eburnipes Vachal, 1904
- Megachile ecplectica (Snelling, 1990)
- Megachile ecuadoria Friese, 1904
- Megachile edentata Friese, 1925
- Megachile edwardsi Friese, 1922
- Megachile edwardsiana Friese, 1925
- Megachile electrum Mitchell, 1930
- Megachile elizabethae Bingham, 1897
- Megachile elongata Smith, 1879
- Megachile emexae (King, 1994)
- Megachile enceliae Cockerell, 1926
- Megachile epixanthula Cockerell, 1931
- Megachile epovae Cockerell, 1928
- Megachile ericetorum Lepeletier, 1841
- Megachile erimae Mocsáry, 1899
- Megachile erythrocnemis Alfken, 1931
- Megachile erythropoda Cameron, 1901
- Megachile erythropyga Smith, 1853
- Megachile erythrura (Pasteels, 1970)
- Megachile esakii Yasumatsu, 1935
- Megachile esora Cameron, 1903
- Megachile estebana Cockerell, 1924
- Megachile eucalypti Cockerell, 1910
- Megachile eulaliae Cockerell, 1919
- Megachile eupyrrha Cockerell, 1937
- Megachile eurimera Smith, 1853
- Megachile eurycephala Wu, 2005
- Megachile euzona Pérez, 1899
- Megachile exaltata Smith, 1853
- Megachile exilis Cresson, 1872
- Megachile eximia Friese, 1903
- Megachile expleta Mitchell, 1930
- Megachile exsecta Pasteels, 1965
- Megachile fabricator Smith, 1868
- Megachile faceta Bingham, 1897
- Megachile facetula Cockerell, 1918
- Megachile facialis Vachal, 1908
- Megachile falcidentata Moure & Silveira, 1992
- Megachile familiaris Cockerell, 1916
- Megachile farinosa Smith, 1853
- Megachile fasciatella Friese, 1905
- Megachile fasciatricella Strand, 1910
- Megachile fastidiosa Mitchell, 1930
- Megachile fastigiata Vachal, 1910
- Megachile feijeni Schulten, 1977
- Megachile felicis Mitchell, 1930
- Megachile felix (Pasteels, 1979)
- Megachile femoratella Cockerell, 1918
- Megachile ferox Smith, 1879
- Megachile ferozeporensis Cameron, 1909
- Megachile ferritincta Cockerell, 1924
- Megachile ferruginea Friese, 1903
- Megachile ferruginea (King & Exley, 1985)
- Megachile ferruginosa Mitchell, 1930
- Megachile fertoni Pérez, 1895
- Megachile fervida (Smith, 1853)
- Megachile fidelis Cresson, 1878
- Megachile fiebrigi Schrottky, 1908
- Megachile filicornis Friese, 1908
- Megachile fimbriata Smith, 1853
- Megachile fimbriventris Friese, 1911
- Megachile finschi Friese, 1911
- Megachile flabellipes Pérez, 1895
- Megachile flammiventris Vachal, 1908
- Megachile flavicrinis Vachal, 1908
- Megachile flavihirsuta Mitchell, 1930
- Megachile flavipennis Smith, 1853
- Megachile flavipes Spinola, 1838
- Megachile flavitegulata Strand, 1910
- Megachile florensis Mitchell, 1943
- Megachile foersteri Gerstäcker, 1869
- Megachile foliata Smith, 1861
- Megachile forbesii Cockerell, 1937
- Megachile formosa (Pasteels, 1970)
- Megachile fortis Cresson, 1872
- Megachile framea Schrottky, 1913
- Megachile franki (Friese, 1920)
- Megachile frankieana Raw, 2006
- Megachile fraterna Smith, 1853
- Megachile frederici Cameron, 1901
- Megachile friesei Schrottky, 1902
- Megachile frigida Smith, 1853
- Megachile frontalis (Fabricius, 1804)
- Megachile frugalis Cresson, 1872
- Megachile fruhstorferi Friese, 1903
- Megachile fruticosa Mitchell, 1930
- Megachile fucata Mitchell, 1933
- Megachile fuerteventurae (Tkalcu, 1993)
- Megachile fuliginosa Friese, 1925
- Megachile fullawayi Cockerell, 1914
- Megachile fultoni Cockerell, 1913
- Megachile fulva Smith, 1853
- Megachile fulvescens Smith, 1853
- Megachile fulvifrons Smith, 1858
- Megachile fulvimana Eversmann, 1852
- Megachile fulvipennis Smith, 1879
- Megachile fulvitarsis Friese, 1910
- Megachile fulvofasciata Radoszkowski, 1882
- Megachile fulvohirta Friese, 1904
- Megachile fulvohirta Alfken, 1926
- Megachile fulvomarginata Cockerell, 1906
- Megachile fulvovestita Smith, 1853
- Megachile fumata Mitchell, 1930
- Megachile fumipennis Smith, 1868
- Megachile funebricornis Strand, 1910
- Megachile funebris Radoszkowski, 1874
- Megachile funeraria Smith, 1863
- Megachile funnelli Cockerell, 1907
- Megachile furcata Vachal, 1909
- Megachile fusca Friese, 1903
- Megachile fuscicauda Cockerell, 1933
- Megachile fuscitarsis Cockerell, 1912
- Megachile fusciventris Friese, 1903
- Megachile futilis Mitchell, 1930
- Megachile gahani Cockerell, 1906
- Megachile galactogagates Gribodo, 1894
- Megachile gambiensis Cockerell, 1937
- Megachile garambana Pasteels, 1965
- Megachile garleppi Friese, 1904
- Megachile gastracantha Cockerell, 1931
- Megachile gathela Cameron, 1908
- Megachile gemula Cresson, 1878
- Megachile genalis Morawitz, 1880
- Megachile gentilis Cresson, 1872
- Megachile geoffrei Cockerell, 1919
- Megachile georgica Cresson, 1878
- Megachile gessi Eardley, 2012
- Megachile gessorum Eardley, 2012
- Megachile ghigii Gribodo, 1924
- Megachile ghilianii Spinola, 1843
- Megachile gibbidens Vachal, 1910
- Megachile gibboclypearis Pasteels, 1979
- Megachile gibbsi (Gonzalez & Engel, 2012)
- Megachile gigantea Friese, 1911
- Megachile gigas Schrottky, 1908
- Megachile gilbertiella Cockerell, 1910
- Megachile giraudi Gerstäcker, 1869
- Megachile globiceps (Pasteels, 1970)
- Megachile gobabebensis Eardley, 2013
- Megachile godeffroyi Friese, 1911
- Megachile goegabensis Eardley, 2013
- Megachile gombacensis Cockerell, 1927
- Megachile gomphrenae Holmberg, 1886
- Megachile gomphrenoides Vachal, 1908
- Megachile gordoni Cockerell, 1937
- Megachile gothalauniensis Pérez, 1902
- Megachile gowdeyi Cockerell, 1931
- Megachile gracilis Schrottky, 1902
- Megachile grandibarbis Pérez, 1899
- Megachile gratiosa Gerstäcker, 1858
- Megachile gravita Mitchell, 1933
- Megachile gribodoi Radoszkowski, 1882
- Megachile grisea (Fabricius, 1794)
- Megachile griseola Cockerell, 1931
- Megachile griseopicta Radoszkowski, 1882
- Megachile grisescens Morawitz, 1875
- Megachile grombczewskii Morawitz, 1893
- Megachile guangxiensis Niu, Wu & Zhu, 2012
- Megachile guaranitica Schrottky, 1908
- Megachile guayaqui Schrottky, 1913
- Megachile guineae Strand, 1912
- Megachile habilis Mitchell, 1930
- Megachile habropodoides Meade-Waldo, 1912
- Megachile hackeri Cockerell, 1913
- Megachile haematogastra Cockerell, 1921
- Megachile haematoxylonae Mitchell, 1930
- Megachile hamata Mitchell, 1930
- Megachile hamatipes Cockerell, 1923
- Megachile hampsoni Cockerell, 1906
- Megachile hardyi Cockerell, 1929
- Megachile harrarensis Friese, 1915
- Megachile haryanaensis Rahman & Chopra, 1994
- Megachile haryanensis Sharma, Simlote & Gupta, 1993
- Megachile hecate Vachal, 1903
- Megachile hei Wu, 2005
- Megachile heinii Kohl, 1906
- Megachile heliophila Cockerell, 1913
- Megachile hemirhodura Cockerell, 1937
- Megachile henrici Cockerell, 1907
- Megachile hera Bingham, 1897
- Megachile hertlei Friese, 1911
- Megachile heteroptera Sichel, 1867
- Megachile heterotrichia Cameron, 1909
- Megachile hieronymi Friese, 1906
- Megachile hilata Mitchell, 1933
- Megachile hilli Cockerell, 1929
- Megachile hirsuta Morawitz, 1894
- Megachile hirsutula Pasteels, 1973
- Megachile hirticauda Cockerell, 1937
- Megachile hisarensis Rahman & Chopra, 1994
- Megachile hisarica Engel, 2017
- Megachile hoffmannseggiae Jörgensen, 1912
- Megachile hohmanni Tkalcu, 1993
- Megachile holmbergi Jörgensen, 1912
- Megachile holomelaena Cockerell, 1917
- Megachile holosericea (Fabricius, 1793)
- Megachile holostoma Cockerell, 1937
- Megachile hookeri Cockerell, 1915
- Megachile horatii Cockerell, 1913
- Megachile horrida Schulten, 1977
- Megachile huascari Cockerell, 1912
- Megachile hubeiensis Wu, 2005
- Megachile humilis Smith, 1879
- Megachile hungarica Mocsáry, 1877
- Megachile hypoleuca Cockerell, 1927
- Megachile hypopyrrha Cockerell, 1937
- Megachile ianthoptera Smith, 1853
- Megachile ichnusae Rebmann, 1968
- Megachile ignava Mitchell, 1930
- Megachile ignescens Cockerell, 1929
- Megachile igniscopata Cockerell, 1911
- Megachile iheringi Schrottky, 1913
- Megachile ikuthaensis Friese, 1903
- Megachile illustris Mitchell, 1930
- Megachile imitata Smith, 1853
- Megachile imitatrix Smith, 1853
- Megachile immanis Mitchell, 1930
- Megachile impartita Mitchell, 1933
- Megachile imperialis Friese, 1903
- Megachile implicator Cameron, 1897
- Megachile impressa Friese, 1903
- Megachile impressipuncta Alfken, 1934
- Megachile incana Friese, 1898
- Megachile incerta Radoszkowski, 1876
- Megachile incisa Smith, 1858
- Megachile indica (Gupta, 1990)
- Megachile indica (Gupta, 1988)
- Megachile indigoferae Mitchell, 1930
- Megachile indonesica (Engel & Schwarz, 2011)
- Megachile inepta Cameron, 1909
- Megachile inermis Provancher, 1888
- Megachile inexpectata Pasteels, 1973
- Megachile inexspectata Rebmann, 1968
- Megachile infima Vachal, 1908
- Megachile infinita Mitchell, 1930
- Megachile inflaticauda Cockerell, 1939
- Megachile ingens Friese, 1903
- Megachile ingenua Cresson, 1878
- Megachile inimica Cresson, 1872
- Megachile innupta Cockerell, 1915
- Megachile inornata Walker, 1871
- Megachile inquirenda Schrottky, 1913
- Megachile inscita Mitchell, 1930
- Megachile insolens Mitchell, 1930
- Megachile insolita (Pasteels, 1965)
- Megachile instita Mitchell, 1933
- Megachile insularis Smith, 1859
- Megachile integra Cresson, 1878
- Megachile integrella Mitchell, 1926
- Megachile interjecta Vachal, 1909
- Megachile intermedia Friese, 1903
- Megachile invenita (Pasteels, 1965)
- Megachile inyoensis Mitchell, 1942
- Megachile iranica Rebmann, 1970
- Megachile irritans Smith, 1879
- Megachile itapuae Schrottky, 1908
- Megachile ituriana Cockerell, 1935
- Megachile ituriella Pasteels, 1965
- Megachile izucara Cresson, 1878
- Megachile jakesi Tkalcu, 1988
- Megachile jamaicae (Raw, 1984)
- Megachile janthopteriana Strand, 1912
- Megachile japoma Strand, 1911
- Megachile japonibia Strand, 1910
- Megachile japonica Alfken, 1903
- Megachile jeanneli Benoist, 1934
- Megachile jenseni Friese, 1906
- Megachile jerryrozeni Genaro, 2003
- Megachile joergenseni Friese, 1908
- Megachile joseana Friese, 1917
- Megachile jucunda Mitchell, 1930
- Megachile junodi Friese, 1904
- Megachile kakadui (King, 1994)
- Megachile kalina Gonzalez, Griswold & Engel, 2018
- Megachile kamerunensis Friese, 1922
- Megachile kandyca Friese, 1918
- Megachile karatauensis (Tkalcu, 1988)
- Megachile karooensis (Brauns, 1912)
- Megachile kartaboensis Mitchell, 1930
- Megachile kashmirensis (Tkalcu, 1988)
- Megachile kasiana (Pasteels, 1965)
- Megachile katinka Nurse, 1902
- Megachile katonana Strand, 1911
- Megachile kelnerae Pasteels, 1978
- Megachile kengracensis Cockerell, 1930
- Megachile khamana Cockerell, 1938
- Megachile khasiana Cameron, 1904
- Megachile kigonserana Friese, 1903
- Megachile kimilolana Cockerell, 1931
- Megachile kirbiella Rayment, 1953
- Megachile kirbyana Cockerell, 1906
- Megachile kobensis Cockerell, 1918
- Megachile kohtaoensis Cockerell, 1927
- Megachile kommai Nagase, 2017
- Megachile konowiana Friese, 1903
- Megachile kruegeri Friese, 1924
- Megachile kualana Cockerell, 1927
- Megachile kuehni Friese, 1903
- Megachile kununurrensis (King, 1994)
- Megachile kurandensis Cockerell, 1910
- Megachile kuschei Cockerell, 1939
- Megachile kyotensis Alfken, 1931
- Megachile labascens Cockerell, 1925
- Megachile laboriosa Smith, 1862
- Megachile ladacensis Cockerell, 1911
- Megachile ladakhensis (Tkalcu, 1988)
- Megachile laeta Smith, 1853
- Megachile laevinasis Vachal, 1904
- Megachile lagopoda (Linnaeus, 1761)
- Megachile laguniana Mitchell, 1937
- Megachile laminopeds Wu, 2005
- Megachile lamnula Vachal, 1908
- Megachile lanata (Fabricius, 1775)
- Megachile lapponica Thomson, 1872
- Megachile latericauda Cockerell, 1921
- Megachile lateritia Smith, 1859
- Megachile laticeps Smith, 1853
- Megachile laticincta Cockerell, 1936
- Megachile latimanus Say, 1823
- Megachile latita Mitchell, 1933
- Megachile lativentris Friese, 1903
- Megachile latula Vachal, 1908
- Megachile leachella Curtis, 1828
- Megachile leeuwinensis Meade-Waldo, 1915
- Megachile lefebvrei (Lepeletier, 1841)
- Megachile lefroma Cameron, 1907
- Megachile legalis Cresson, 1879
- Megachile lenticula Vachal, 1908
- Megachile lentifera Vachal, 1909
- Megachile leonum Cockerell, 1930
- Megachile leptodonta Cameron, 1908
- Megachile lerma Cameron, 1908
- Megachile leucografa Friese, 1908
- Megachile leucomalla Gerstäcker, 1869
- Megachile leucopogon Cockerell, 1929
- Megachile leucopogonata (Dours, 1873)
- Megachile leucopogonites Moure, 1944
- Megachile leucopsis Schletterer, 1891
- Megachile leucopyga Smith, 1853
- Megachile leucospila Cockerell, 1933
- Megachile leucospilura Cockerell, 1937
- Megachile leucostoma Pérez, 1907
- Megachile leucostomella Cockerell, 1927
- Megachile levilimba Vachal, 1908
- Megachile levimarginata Schrottky, 1913
- Megachile levistriga Alfken, 1934
- Megachile lichtensteini Radoszkowski, 1882
- Megachile ligniseca (Kirby, 1802)
- Megachile limata Vachal, 1908
- Megachile lineatipes Cockerell, 1910
- Megachile lineatula Cockerell, 1937
- Megachile lineofasciata (Pasteels, 1965)
- Megachile lingulata Vachal, 1908
- Megachile lippiae Cockerell, 1900
- Megachile lobatifrons Cockerell, 1924
- Megachile lobitarsis Smith, 1879
- Megachile longiceps Meade-Waldo, 1915
- Megachile longuisetosa Gonzalez & Griswold, 2007
- Megachile lorentzi Friese, 1911
- Megachile lorenzicola Strand, 1910
- Megachile lorenziensis Mitchell, 1930
- Megachile louisae Brauns, 1926
- Megachile luangwae Meade-Waldo, 1913
- Megachile lucidifrons Ferton, 1905
- Megachile lucidiventris Smith, 1853
- Megachile luctifera Spinola, 1841
- Megachile luederwaldti Schrottky, 1913
- Megachile luteiceps Friese, 1911
- Megachile luteicornis Pasteels, 1973
- Megachile luteipes Friese, 1908
- Megachile luteoalba Pasteels, 1973
- Megachile luteociliata Pasteels, 1965
- Megachile luteohirta Pasteels, 1973
- Megachile lutescens Cockerell, 1931
- Megachile maackii Radoszkowski, 1874
- Megachile mackayensis Cockerell, 1910
- Megachile macleayi Cockerell, 1907
- Megachile macneilli Mitchell, 1957
- Megachile macularis Dalla Torre, 1896
- Megachile maculata Smith, 1853
- Megachile maculosella Pasteels, 1965
- Megachile magadiensis Cockerell, 1937
- Megachile malangensis Friese, 1904
- Megachile malayana Cameron, 1901
- Megachile maligna Cameron, 1897
- Megachile malimbana Strand, 1911
- Megachile manaosensis Schrottky, 1913
- Megachile manchuriana Yasumatsu, 1939
- Megachile mandibularis Morawitz, 1875
- Megachile manguna Strand, 1911
- Megachile manicata Giraud, 1861
- Megachile manifesta Cresson, 1878
- Megachile manipula Romankova, 1983
- Megachile manni Mitchell, 1933
- Megachile manyara Eardley & Urban, 2006
- Megachile marginata Smith, 1853
- Megachile marina Friese, 1911
- Megachile maritima (Kirby, 1802)
- Megachile marshalli Friese, 1904
- Megachile marusa Cameron, 1905
- Megachile mastrucatella Strand, 1912
- Megachile matsumurai Hirashima & Maeta, 1974
- Megachile maurata Mitchell, 1936
- Megachile mauritaniae (Tkalcu, 1992)
- Megachile maxillosa Guérin-Méneville, 1844
- Megachile maxschwarzi Dorchin & Praz, 2018
- Megachile mcnamarae Cockerell, 1929
- Megachile meadewaldoi Brauns, 1912
- Megachile mediana (Pasteels, 1970)
- Megachile mediorufa Cockerell, 1930
- Megachile mefistofelica Gribodo, 1894
- Megachile melancholica Jörgensen, 1912
- Megachile melanderi Mitchell, 1944
- Megachile melanogaster Eversmann, 1852
- Megachile melanoneura Cameron, 1909
- Megachile melanophaea Smith, 1853
- Megachile melanops Cockerell, 1937
- Megachile melanopyga Costa, 1863
- Megachile melanota Pérez, 1895
- Megachile melanotricha Spinola, 1851
- Megachile melanura Hedicke, 1940
- Megachile mellitarsis Cresson, 1878
- Megachile memecylonae (Engel, 2011)
- Megachile mendanae Cockerell, 1911
- Megachile mendica Cresson, 1878
- Megachile mendocensis Durante, Abrahamovich & Lucia, 2006
- Megachile mendozana Cockerell, 1907
- Megachile meneliki Friese, 1915
- Megachile merrilli Cockerell, 1918
- Megachile mertoni Friese, 1909
- Megachile meruensis Friese, 1910
- Megachile metatarsalis Morawitz, 1895
- Megachile metathoracica Sichel, 1867
- Megachile mguildensis Benoist, 1940
- Megachile michaelis Cockerell, 1931
- Megachile micheneri Mitchell, 1936
- Megachile micrargyrea Cockerell, 1931
- Megachile micrerythrura Cockerell, 1910
- Megachile microdontura Cockerell, 1927
- Megachile microsoma Cockerell, 1912
- Megachile microxanthops Cockerell, 1937
- Megachile mimetica Cockerell, 1933
- Megachile mimeticana Eardley & Urban, 2006
- Megachile minima Ashmead, 1900
- Megachile minor Sichel, 1868
- Megachile minutissima Radoszkowski, 1876
- Megachile minutula Friese, 1911
- Megachile minutuloides Alfken, 1936
- Megachile miranda Vachal, 1904
- Megachile mitchelli (Gupta, 1990)
- Megachile mitis Cockerell, 1899
- Megachile mixtula Cockerell, 1907
- Megachile mixtura Eardley & Urban, 2006
- Megachile mlanjensis Meade-Waldo, 1913
- Megachile mlunguziensis Schulten, 1977
- Megachile mobilis Mitchell, 1930
- Megachile moderata Smith, 1879
- Megachile modesta Smith, 1862
- Megachile moelleri Bingham, 1897
- Megachile moera Cameron, 1902
- Megachile mojavensis Mitchell, 1933
- Megachile mongoliae (Tkalcu, 1988)
- Megachile mongolica Morawitz, 1890
- Megachile monkmani Rayment, 1935
- Megachile monstrifica Morawitz, 1879
- Megachile monstrosa Smith, 1868
- Megachile montenegrensis Dours, 1873
- Megachile montevidensis Schrottky, 1909
- Megachile montezuma Cresson, 1878
- Megachile montibia Strand, 1912
- Megachile monticola Smith, 1853
- Megachile montivaga Cresson, 1878
- Megachile morawitzi Radoszkowski, 1886
- Megachile morrensis Strand, 1910
- Megachile morsitans Saussure, 1890
- Megachile mortyana Dalla Torre, 1896
- Megachile mossambica Gribodo, 1895
- Megachile moutoni Gribodo, 1894
- Megachile muansae Friese, 1911
- Megachile mucida Cresson, 1878
- Megachile mucorosa Cockerell, 1908
- Megachile multidens Fox, 1891
- Megachile mundifica Cockerell, 1921
- Megachile murina Friese, 1913
- Megachile mystacea (Fabricius, 1775)
- Megachile mystaceana (Michener, 1962)
- Megachile naevia Kohl, 1906
- Megachile namibensis Eardley, 2012
- Megachile nana Bingham, 1897
- Megachile nasalis Smith, 1879
- Megachile nasica Morawitz, 1880
- Megachile nasicornis Friese, 1903
- Megachile nasidens Friese, 1898
- Megachile natensiella Cockerell, 1944
- Megachile navicularis Cockerell, 1918
- Megachile neavei Vachal, 1910
- Megachile nelsoni Mitchell, 1936
- Megachile nematocera Cockerell, 1929
- Megachile neoxanthoptera Cockerell, 1933
- Megachile neutra Vachal, 1908
- Megachile nevadensis Cresson, 1879
- Megachile newberryae Cockerell, 1900
- Megachile nicevillii Cameron, 1908
- Megachile nidulator Smith, 1865
- Megachile nigeriensis Cockerell, 1937
- Megachile nigra Schulten, 1977
- Megachile nigribarbis Vachal, 1909
- Megachile nigrimanus Schulten, 1977
- Megachile nigripennis Spinola, 1841
- Megachile nigripes Spinola, 1838
- Megachile nigripollex Vachal, 1910
- Megachile nigrita Radoszkowski, 1876
- Megachile nigriventris Schenck, 1870
- Megachile nigroalba Friese, 1920
- Megachile nigroapicalis Wu, 2005
- Megachile nigroaurea Pasteels, 1965
- Megachile nigrocaudata Friese, 1903
- Megachile nigrofulva Hedicke, 1940
- Megachile nigromixta Cockerell, 1919
- Megachile nigropectoralis Wu, 2005
- Megachile nigropilosa Schrottky, 1902
- Megachile nigrorufa Pasteels, 1973
- Megachile nigroscopula Wu, 1982
- Megachile nigrovittata Cockerell, 1906
- Megachile nipponica Cockerell, 1914
- Megachile nitidicollis Morawitz, 1875
- Megachile nitidiscutata Friese, 1920
- Megachile niveascopa Ferton, 1908
- Megachile niveicauda Cockerell, 1931
- Megachile niveofasciata Friese, 1904
- Megachile nivescens Kirby, 1900
- Megachile nubila Vachal, 1904
- Megachile nudiventris Smith, 1853
- Megachile numerus Mitchell, 1930
- Megachile obdurata Mitchell, 1930
- Megachile obliqua Mitchell, 1930
- Megachile oblita Vachal, 1908
- Megachile oblonga Smith, 1879
- Megachile obrepta Cockerell, 1925
- Megachile obscurior Jörgensen, 1912
- Megachile obtusa Smith, 1853
- Megachile obtusata Cameron, 1909
- Megachile occidentalis Fox, 1895
- Megachile ocellifera Cockerell, 1918
- Megachile octosignata Nylander, 1852
- Megachile oculiformis Rayment, 1956
- Megachile odontophora (Engel, 2011)
- Megachile odontostoma Cockerell, 1924
- Megachile odziro Nagase, 2011
- Megachile oenotherae (Mitchell, 1924)
- Megachile okinawana Yasumatsu & Hirashima, 1964
- Megachile onobrychidis Cockerell, 1908
- Megachile opacifrons Pérez, 1897
- Megachile opaculina Cockerell, 1937
- Megachile opifex Smith, 1879
- Megachile opposita Smith, 1853
- Megachile orba Schrottky, 1913
- Megachile orbata Smith, 1879
- Megachile orbiculata Mitchell, 1930
- Megachile orcina Vachal, 1908
- Megachile ordinaria Smith, 1853
- Megachile orientalis Morawitz, 1895
- Megachile ornata Smith, 1853
- Megachile ornaticoxis Cockerell, 1935
- Megachile ornithica Cockerell, 1937
- Megachile orthostoma Cockerell, 1925
- Megachile osea Cameron, 1902
- Megachile oslari Mitchell, 1933
- Megachile otomita Cresson, 1878
- Megachile pachyceps Friese, 1922
- Megachile pagosiana Mitchell, 1933
- Megachile paisa Gonzalez, Griswold & Engel, 2018
- Megachile palaestina (Tkalcu, 1988)
- Megachile palaonica Cockerell, 1939
- Megachile pallefactav Vachal, 1909
- Megachile pallida Radoszkowski, 1881
- Megachile pallipes Smith, 1879
- Megachile pallorea Vachal, 1903
- Megachile palmensis Mitchell, 1933
- Megachile palmeri Cresson, 1878
- Megachile pamirensis Cockerell, 1911
- Megachile pampeana Vachal, 1908
- Megachile pamperella Vachal, 1908
- Megachile panamera Cockerell, 1927
- Megachile panda Cockerell, 1931
- Megachile pankus Bzdyk, 2012
- Megachile papuae (Michener, 1965)
- Megachile papuana Cockerell, 1929
- Megachile parabukamensis (Pasteels, 1965)
- Megachile paracallida Rayment, 1935
- Megachile paracantha (Pasteels, 1965)
- Megachile paraensis Mocsáry, 1887
- Megachile paraguayensis Schrottky, 1908
- Megachile parallela Smith, 1853
- Megachile parancinnula Cockerell, 1937
- Megachile pararhodura Cockerell, 1910
- Megachile parata Mitchell, 1930
- Megachile paratasmanica Rayment, 1955
- Megachile paraxanthura Cockerell, 1914
- Megachile parietina (Geoffroy, 1785)
- Megachile parkinsoniae Schrottky, 1920
- Megachile parksi Mitchell, 1936
- Megachile parornata Chatthanabun, Warrit & Ascher, 2020
- Megachile parvula Cameron, 1897
- Megachile pascoensis Mitchell, 1933
- Megachile pasteelsi (van der Zanden, 1998)
- Megachile patagonica Vachal, 1904
- Megachile patellimana Spinola, 1838
- Megachile patera (King, 1994)
- Megachile paucipunctulata Kirby, 1900
- Megachile pauliani Benoist, 1950
- Megachile paulista (Schrottky, 1920)
- Megachile paulistana Schrottky, 1902
- Megachile paupera Pasteels, 1965
- Megachile peculifera Cockerell, 1919
- Megachile pedalis Fox, 1891
- Megachile penetrata Smith, 1879
- Megachile peniculata Gupta, 1988
- Megachile pentadenta (Gupta, 1990)
- Megachile perfimbriata Cockerell, 1931
- Megachile perihirta Cockerell, 1898
- Megachile permunda Cockerell, 1912
- Megachile perochracea Cockerell, 1913
- Megachile perparva Schrottky, 1909
- Megachile perpunctata Cockerell, 1896
- Megachile persica Rebmann, 1972
- Megachile persimilis Cockerell, 1937
- Megachile peruviana Smith, 1879
- Megachile petulans Cresson, 1878
- Megachile pexa Rebmann, 1968
- Megachile phaola Cameron, 1907
- Megachile phaseoli Moure, 1977
- Megachile phenacopyga Cockerell, 1910
- Megachile philinca Cockerell, 1912
- Megachile philippinensis Cockerell, 1916
- Megachile phillipensis Rayment, 1935
- Megachile pictiventris Smith, 1879
- Megachile piliceps Saussure, 1890
- Megachile pilicrus Morawitz, 1879
- Megachile pilidens Alfken, 1924
- Megachile piliventris Morawitz, 1886
- Megachile pillaultae Pasteels, 1978
- Megachile pilosa Smith, 1879
- Megachile pilosella Friese, 1922
- Megachile pinguicula Pasteels, 1965
- Megachile pinguiventris Pasteels, 1965
- Megachile piurensis Cockerell, 1911
- Megachile planula Vachal, 1908
- Megachile platystoma Pasteels, 1965
- Megachile pleuralis Vachal, 1908
- Megachile plumata Wu, 2005
- Megachile plumigera Dorwin & Praz, 2018
- Megachile pluto Smith, 1861
- Megachile poeyi Guérin-Méneville, 1844
- Megachile policaris Say, 1831
- Megachile polita Cockerell, 1924
- Megachile pollinosa Spinola, 1851
- Megachile polychroma Cockerell, 1937
- Megachile porrectula Cockerell, 1914
- Megachile portalis Cockerell, 1913
- Megachile portlandiana Rayment, 1953
- Megachile posti Mavromoustakis, 1952
- Megachile postnigra Cockerell, 1937
- Megachile povolnyi (Tkalcu, 1969)
- Megachile praecipua Mitchell, 1930
- Megachile preissi Cockerell, 1910
- Megachile pretiosa Friese, 1909
- Megachile propinqua Smith, 1879
- Megachile prosopidis Cockerell, 1900
- Megachile proxima Smith, 1870
- Megachile prudens Mitchell, 1930
- Megachile pruina Smith, 1853
- Megachile psenopogoniaea Moure, 1948
- Megachile pseudanthidioides Moure, 1943
- Megachile pseudobrevis Mitchell, 1935
- Megachile pseudofulva (Pasteels, 1965)
- Megachile pseudolaminata (Pasteels, 1965)
- Megachile pseudolegalis Mitchell, 1957
- Megachile pseudomonticola Hedicke, 1925
- Megachile pseudonigra Mitchell, 1927
- Megachile pseudopleuralis Schrottky, 1913
- Megachile pseudotaraxis Eardley, 2012
- Megachile pugillatoria Costa, 1863
- Megachile pugnata Say, 1837
- Megachile pulchella Morawitz, 1875
- Megachile pulchra Smith, 1879
- Megachile pulchrifrons Cockerell, 1933
- Megachile pulchriventris Cockerell, 1923
- Megachile pullata Smith, 1879
- Megachile pulvinata Vachal, 1910
- Megachile punctata Smith, 1853
- Megachile punctolineata Cockerell, 1934
- Megachile punctomarginata Schulten, 1977
- Megachile pusilla Pérez, 1884
- Megachile pyrenaea Pérez, 1890
- Megachile pyrenaica Lepeletier, 1841
- Megachile pyrrhogastra Cockerell, 1913
- Megachile pyrrhothorax Schletterer, 1891
- Megachile pyrrhotricha Cockerell, 1913
- Megachile quadrata Vachal, 1909
- Megachile quadraticauda (Pasteels, 1970)
- Megachile quadridentata Mitchell, 1930
- Megachile quadrispinosella Strand, 1910
- Megachile quartinae Gribodo, 1884
- Megachile quinquelineata Cockerell, 1906
- Megachile rajasthaniensis (Gupta, 1988)
- Megachile ramakrishnae Cockerell, 1919
- Megachile rambutwan Cheesman, 1936
- Megachile ramdara Cockerell, 1927
- Megachile ramera Cockerell, 1918
- Megachile ramulipes Cockerell, 1913
- Megachile rancaguensis Friese, 1905
- Megachile rangii Cheesman, 1936
- Megachile rava Vachal, 1908
- Megachile rawi Engel, 1999
- Megachile recisa Cockerell, 1913
- Megachile recta Mitchell, 1930
- Megachile redondensis Mitchell, 1930
- Megachile reepeni Friese, 1918
- Megachile reflexa (Snelling, 1990)
- Megachile regina Friese, 1903
- Megachile relata Smith, 1879
- Megachile relativa Cresson, 1878
- Megachile relicta Cockerell, 1913
- Megachile reliqua Mitchell, 1930
- Megachile remeata Cockerell, 1913
- Megachile remigata Vachal, 1908
- Megachile remota Smith, 1879
- Megachile remotissima Cockerell, 1926
- Megachile remotula Cockerell, 1910
- Megachile resinifera Meade-Waldo, 1915
- Megachile revicta Cockerell, 1913
- Megachile rhododendri Cockerell, 1927
- Megachile rhodogastra Cockerell, 1910
- Megachile rhodoleucura Cockerell, 1937
- Megachile rhodopus Cockerell, 1896
- Megachile rhodura Cockerell, 1906
- Megachile rhyssalus Wu, 2005
- Megachile richtersveldensis Eardley, 2012
- Megachile riggenbachiana Strand, 1911
- Megachile riojana Schrottky, 1920
- Megachile riomii (Pasteels, 1970)
- Megachile rixator Cockerell, 1911
- Megachile riyadhensis (Alqarni, Hannan, Gonzalez & Engel, 2012)
- Megachile robertiana Cameron, 1905
- Megachile roeweri (Alfken, 1927)
- Megachile rosarum Cockerell, 1931
- Megachile rossi Mitchell, 1943
- Megachile rottnestensis Rayment, 1934
- Megachile rotundata (Fabricius, 1787) – miesierka lucernówka
- Megachile rotundiceps Smith, 1858
- Megachile rotundipennis Kirby, 1900
- Megachile rowlandi Cockerell, 1930
- Megachile rubi Mitchell, 1924
- Megachile rubicunda Smith, 1879
- Megachile rubricata Smith, 1853
- Megachile rubricrus Moure, 1948
- Megachile rubrigena (Pasteels, 1965)
- Megachile rubrimana Morawitz, 1894
- Megachile rubripes Morawitz, 1875
- Megachile rubriventris Smith, 1879
- Megachile ruda (Pasteels, 1970)
- Megachile rufa Friese, 1903
- Megachile rufescens (Pérez, 1879)
- Megachile rufibasalis Simlote, Sharma & Gupta, 1993
- Megachile ruficheloides Strand, 1912
- Megachile ruficornis Smith, 1853
- Megachile rufigaster Cockerell, 1945
- Megachile rufipennis (Fabricius, 1793)
- Megachile rufipes (Fabricius, 1781)
- Megachile rufiplantis Vachal, 1904
- Megachile rufiscopa Saussure, 1890
- Megachile rufitarsis (Lepeletier, 1841)
- Megachile rufiventris Guérin-Méneville, 1834
- Megachile rufobarbata Cockerell, 1936
- Megachile rufoflagellata Alfken, 1936
- Megachile rufofulva Cockerell, 1918
- Megachile rufohirtula Cockerell, 1937
- Megachile rufolobata Cockerell, 1913
- Megachile rufomaculata Rayment, 1935
- Megachile rufopilosa Friese, 1911
- Megachile rufoscopacaea Friese, 1903
- Megachile rufothoracica (Gupta & Sharma, 1993)
- Megachile rufovittata Cockerell, 1911
- Megachile rugicauda Cameron, 1908
- Megachile rugifrons (Smith, 1854)
- Megachile rugipuncta Alfken, 1934
- Megachile rugosa Smith, 1879
- Megachile rupestris Janvier, 1955
- Megachile rupshuensis Cockerell, 1911
- Megachile saba Strand, 1914
- Megachile sabinensis Mitchell, 1933
- Megachile saganeitana Gribodo, 1894
- Megachile saigonensis Cockerell, 1920
- Megachile salsburyana Friese, 1922
- Megachile sanctaemariae Schrottky, 1909
- Megachile sanguinipes Morawitz, 1875
- Megachile santacrucensis Durante, Abrahamovich & Lucia, 2006
- Megachile santaerosae Strand, 1910
- Megachile sarahae Eardley, 2012
- Megachile sarawakensis Cameron, 1905
- Megachile saulcyi Guérin-Méneville, 1844
- Megachile saussurei Radoszkowski, 1874
- Megachile sauteri Hedicke, 1925
- Megachile scheviakovi Cockerell, 1928
- Megachile schmidti Friese, 1917
- Megachile schmiedeknechti Costa, 1884
- Megachile schnabli Radoszkowski, 1893
- Megachile schulthessi Friese, 1903
- Megachile schwimmeri Engel, 2017
- Megachile scindularia Buysson, 1903
- Megachile scopulipes Cockerell, 1916
- Megachile sculpturalis Smith, 1853
- Megachile scutellata Smith, 1879
- Megachile sedilloti Pérez, 1895
- Megachile seducta Mitchell, 1933
- Megachile sedula Smith, 1879
- Megachile seewaldi Strand, 1911
- Megachile sefrensis Benoist, 1943
- Megachile sejuncta Cockerell, 1927
- Megachile selenostoma Cockerell, 1931
- Megachile semibarbata Cockerell, 1937
- Megachile semicandens Cockerell, 1910
- Megachile semicircularis van der Zanden, 1996
- Megachile semiclara Cockerell, 1929
- Megachile semicognata Cockerell, 1937
- Megachile semierma Vachal, 1903
- Megachile semiluctuosa Smith, 1853
- Megachile semireticulata Cameron, 1909
- Megachile semirufa Sichel, 1867
- Megachile semota Cockerell, 1927
- Megachile septentrionella Pasteels, 1965
- Megachile sequior Cockerell, 1910
- Megachile seraxensis Radoszkowski, 1893
- Megachile sericeicauda Cockerell, 1910
- Megachile serraticauda Cockerell, 1938
- Megachile serricauda Cockerell, 1910
- Megachile serrigera Cockerell, 1937
- Megachile serrula Eardley, 2012
- Megachile serrulata Dalla Torre, 1896
- Megachile setosa Vachal, 1908
- Megachile sexmaculata Smith, 1868
- Megachile seychellensis Cameron, 1907
- Megachile sheppardi (Pasteels, 1970)
- Megachile shortlandi Cockerell, 1911
- Megachile siamensis Cockerell, 1927
- Megachile sicheli Friese, 1903
- Megachile sichotana Cockerell, 1924
- Megachile sicula (Rossi, 1792)
- Megachile sidalceae Cockerell, 1897
- Megachile sikkimi Radoszkowski, 1882
- Megachile sikorae Friese, 1900
- Megachile silvapis Wu, 2005
- Megachile silverlocki Meade-Waldo, 1913
- Megachile silvestris Rayment, 1951
- Megachile similis Smith, 1879
- Megachile simillima Smith, 1853
- Megachile simlaensis Cameron, 1909
- Megachile simonyi Friese, 1903
- Megachile simplex Smith, 1853
- Megachile simpliciformis Cockerell, 1918
- Megachile simplicipes Friese, 1921
- Megachile simulator Cockerell, 1937
- Megachile sinensis (Wu, 1985)
- Megachile singularis Cresson, 1865
- Megachile sinuata Friese, 1903
- Megachile sladeni Friese, 1903
- Megachile slevini Cockerell, 1924
- Megachile snowi Mitchell, 1927
- Megachile soikai Benoist, 1961
- Megachile soledadensis Cockerell, 1900
- Megachile sonorana Cockerell, 1924
- Megachile soricina Vachal, 1908
- Megachile soutpansbergensis Eardley, 2012
- Megachile speluncarum Meade-Waldo, 1915
- Megachile sphenapis Wu, 2005
- Megachile spinosiventris Pasteels, 1965
- Megachile spinotulata Mitchell, 1933
- Megachile spissula Cockerell, 1911
- Megachile squalens Haliday, 1836
- Megachile squamosa Rebmann, 1970
- Megachile stalkeri Cockerell, 1910
- Megachile staudingeri Friese, 1905
- Megachile stefenellii Friese, 1903
- Megachile steinbachi Friese, 1906
- Megachile stenodesma Schrottky, 1913
- Megachile sterilis Mitchell, 1930
- Megachile sternintegra (Pasteels, 1965)
- Megachile stilbonotaspis Moure, 1945
- Megachile stirostoma Cameron, 1913
- Megachile stoddardensis Mitchell, 1957
- Megachile stomatura Cockerell, 1917
- Megachile strandi (Popov, 1936)
- Megachile strangei (Gonzalez & Engel, 2012)
- Megachile strenua Smith, 1879
- Megachile striatella Rebmann, 1968
- Megachile strigata Vachal, 1904
- Megachile structilis Cockerell, 1918
- Megachile strupigera Cockerell, 1922
- Megachile studiosella Cockerell, 1911
- Megachile stulta Bingham, 1897
- Megachile suavida Cameron, 1908
- Megachile suavis Mitchell, 1930
- Megachile subabdominalis Rayment, 1935
- Megachile subalbuta Yasumatsu, 1936
- Megachile subatrella Rayment, 1939
- Megachile subcingulata Moure, 1945
- Megachile subexilis Cockerell, 1908
- Megachile subferox Meade-Waldo, 1915
- Megachile subhyalinella Strand, 1910
- Megachile subinfima Schrottky, 1920
- Megachile sublaurita Mitchell, 1927
- Megachile submetallica Benoist, 1955
- Megachile submucida Alfken, 1926
- Megachile subnigra Cresson, 1879
- Megachile subpallens Vachal, 1908
- Megachile subparallela Mitchell, 1944
- Megachile subremotula Rayment, 1934
- Megachile subrixator Cockerell, 1915
- Megachile subsericeicauda Rayment, 1939
- Megachile subserricauda Rayment, 1935
- Megachile subtranquilla Yasumatsu, 1938
- Megachile sudanica Magretti, 1899
- Megachile suffusipennis Cockerell, 1906
- Megachile sumatrana Friese, 1918
- Megachile sumichrasti Cresson, 1878
- Megachile susurrans Haliday, 1836
- Megachile swarbrecki Rayment, 1946
- Megachile sycophanta Cameron, 1897
- Megachile syriaca Dorchin and Praz, 2018
- Megachile szentivanyi (Michener, 1965)
- Megachile tabayensis Schrottky, 1920
- Megachile tacanensis Moure, 1948
- Megachile taftanica Engel, 2017
- Megachile taiwanicola Yasumatsu & Hirashima, 1965
- Megachile takaoensis Cockerell, 1911
- Megachile tamilensis (Gupta, 1991)
- Megachile tangensis Cockerell, 1937
- Megachile tantilla Cockerell, 1937
- Megachile tapytensis Mitchell, 1928
- Megachile taraxis Eardley, 2012
- Megachile tarsatula Cockerell, 1915
- Megachile tasmanica Cockerell, 1916
- Megachile taua Strand, 1911
- Megachile tecta Radoszkowski, 1888
- Megachile temora Cameron, 1905
- Megachile tenorai (Tkalcu, 1969)
- Megachile tenuicincta Cockerell, 1929
- Megachile tenuistriga Alfken, 1938
- Megachile tenuitarsis Schrottky, 1920
- Megachile tepaneca Cresson, 1878
- Megachile terminalis Smith, 1858
- Megachile terminata Morawitz, 1875
- Megachile terrestris Schrottky, 1902
- Megachile tertia Dalla Torre, 1896
- Megachile tessmanni Pasteels, 1965
- Megachile tetracantha Cockerell, 1937
- Megachile tetradenta (Gupta, 1988)
- Megachile tetrazona Friese, 1908
- Megachile tetrodonta Pasteels, 1965
- Megachile texana Cresson, 1878
- Megachile texensis Mitchell, 1956
- Megachile thevestensis Ferton, 1909
- Megachile thoracica Smith, 1853
- Megachile thygaterella Schrottky, 1913
- Megachile tiburonensis Cockerell, 1924
- Megachile timberlakei Cockerell, 1920
- Megachile timida Mitchell, 1930
- Megachile timorensis Friese, 1918
- Megachile tkalcui van der Zanden, 1996
- Megachile toluca Cresson, 1878
- Megachile tomentosa Friese, 1903
- Megachile torrida Smith, 1853
- Megachile toscata Mitchell, 1933
- Megachile tosticauda Cockerell, 1912
- Megachile townsendiana Cockerell, 1898
- Megachile toxopei Alfken, 1926
- Megachile tranquilla Cockerell, 1911
- Megachile transiens (Pasteels, 1965)
- Megachile trapezicauda Pasteels, 1965
- Megachile trepida Mitchell, 1930
- Megachile triangulifrons Cockerell, 1919
- Megachile tributa Vachal, 1909
- Megachile trichorhytisma Engel, 2006
- Megachile trichroma Friese, 1922
- Megachile trichrootricha Moure, 1953
- Megachile tricincta Bingham, 1897
- Megachile tricolor (Pasteels, 1970)
- Megachile tricosa Cockerell, 1927
- Megachile tridentata Ashmead, 1900
- Megachile trigonaspis Schrottky, 1913
- Megachile trinidadensis Strand, 1910
- Megachile trisecta (Pasteels, 1976)
- Megachile trizonata Wu, 2005
- Megachile troodica Mavromoustakis, 1953
- Megachile trucis Mitchell, 1930
- Megachile truncata Friese, 1903
- Megachile truncaticeps Friese, 1910
- Megachile trusanica (Engel, 2011)
- Megachile tsimbazazae (Pauly, 2001)
- Megachile tsurugensis Cockerell, 1924
- Megachile tuberculata Smith, 1858
- Megachile tuberculifera Schrottky, 1913
- Megachile tucumana Vachal, 1908
- Megachile tupinaquina Schrottky, 1913
- Megachile turneri (Meade-Waldo, 1913)
- Megachile turpis Mitchell, 1930
- Megachile uamiella Pasteels, 1965
- Megachile ulrica Nurse, 1902
- Megachile umatillensis (Mitchell, 1927)
- Megachile umbiloensis Cockerell, 1920
- Megachile umbripennis Smith, 1853
- Megachile una Vachal, 1909
- Megachile uncinata Gonzalez, Griswold & Engel, 2018
- Megachile ungulata Smith, 1853
- Megachile unifasciata Radoszkowski, 1881
- Megachile urbana Smith, 1879
- Megachile ustulata Smith, 1862
- Megachile utra Vachal, 1903
- Megachile vachali (Pasteels, 1965)
- Megachile vagata Vachal, 1908
- Megachile valdezi Cockerell, 1916
- Megachile vandeveldii (Meunier, 1888)
- Megachile vanduzeei Cockerell, 1924
- Megachile variabilis (King, 1994)
- Megachile varipes Vachal, 1908
- Megachile variplantis Vachal, 1909
- Megachile variscopula Cockerell, 1931
- Megachile velutina Smith, 1853
- Megachile ventralis Smith, 1861
- Megachile ventrisi Engel, 2008
- Megachile venusta Smith, 1853
- Megachile venustella Cockerell, 1917
- Megachile vera Nurse, 1902
- Megachile veraecrucis Cockerell, 1896
- Megachile verrucosa Brèthes, 1909
- Megachile versicolor Smith, 1844
- Megachile vestis Mitchell, 1930
- Megachile vestita Smith, 1853
- Megachile vestitor Cockerell, 1910
- Megachile veterna Vachal, 1908
- Megachile vetula Vachal, 1904
- Megachile viator Mitchell, 1930
- Megachile victoriana Mitchell, 1933
- Megachile vigilans Smith, 1878
- Megachile villipes Morawitz, 1875
- Megachile villosa (Fabricius, 1775)
- Megachile villosifacies Strand, 1910
- Megachile virescens Cockerell, 1912
- Megachile viridicollis Morawitz, 1875
- Megachile viridinitens Cockerell, 1930
- Megachile vitraci Pérez, 1884
- Megachile voiensis Cockerell, 1937
- Megachile vulpina Friese, 1913
- Megachile vulpinella Pasteels, 1973
- Megachile wagenknechti Ruiz, 1936
- Megachile wahlbergi Friese, 1901
- Megachile walkeri Dalla Torre, 1896
- Megachile wallacei Cameron, 1905
- Megachile waterbergensis Strand, 1911
- Megachile waterhousei Cockerell, 1906
- Megachile wfkirbyi Kohl, 1906
- Megachile wheeleri Mitchell, 1927
- Megachile willowmorensis Brauns, 1926
- Megachile willughbiella (Kirby, 1802) – miesierka komonicówka
- Megachile woodfordi Cockerell, 1911
- Megachile wyndhamensis Rayment, 1935
- Megachile wyomingensis Mitchell, 1933
- Megachile xanthothrix Yasumatsu & Hirashima, 1964
- Megachile xanthura Spinola, 1853
- Megachile xerophila Cockerell, 1933
- Megachile xylocopoides Smith, 1853
- Megachile yaeyamaensis Yasumatsu & Hirashima, 1964
- Megachile yasumatsui Hirashima, 1974
- Megachile yezidica Dorchin & Praz, 2018
- Megachile ypiranguensis Schrottky, 1913
- Megachile yumensis Mitchell, 1944
- Megachile zambesica Pasteels, 1965
- Megachile zapoteca Cresson, 1878
- Megachile zaptlana Cresson, 1878
- Megachile zebrella Pasteels, 1973
- Megachile zernyi Alfken, 1933
- Megachile zexmeniae Cockerell, 1912
- Megachile zombae Schulten, 1977
- Megachile zygia Cameron, 1902